# Miroslav Grumić
Miroslav Grumić (Apatin, 1984. június 29.) szerb labdarúgó, a Szentlőrinc SE játékosa  Magyarországi pályafutása során a Kaposvár, a Pécs, a Diósgyőr, a Kisvárda, a Haladás és a ZTE csatára volt.

## Pályafutása
Korábbi csapatai: Mladost Apatin, Vojvodina és Banat a szerb élvonalban, a Vorszkla Poltava az ukrán első osztályban